# Mihai Chiţac
Mihai Chiţac (4 de novembro de 1928 – Bucareste, 1 de novembro de 2010) foi um militar e político romeno. Foi general e ministro do Interior, 1989-1990, durante os últimos dias da era comunista.
Está sepultado no Cemitério Ghencea.